# Ловер-Назарет Тауншип (округ Нортемптон, Пенсільванія)
Ловер-Назарет Тауншип (англ. Lower Nazareth Township) — селище (англ. township) в США, в окрузі Нортгемптон штату Пенсільванія. Населення — 6922 особи (2020).

## Демографія
Згідно з переписом 2010 року, у селищі мешкали 5674 особи в 2024 домогосподарствах у складі 1688 родин. Було 2079 помешкань
Расовий склад населення:
| - 93,6 % — білих - 3,0 % — азіатів - 1,4 % — чорних або афроамериканців |

До двох чи більше рас належало 1,3 %. Частка іспаномовних становила 3,0 % від усіх жителів.
За віковим діапазоном населення розподілялося таким чином: 23,8 % — особи молодші 18 років, 64,2 % — особи у віці 18—64 років, 12,0 % — особи у віці 65 років та старші. Медіана віку мешканця становила 44,4 року. На 100 осіб жіночої статі у селищі припадало 96,5 чоловіків;  на 100 жінок у віці від 18 років та старших — 96,0 чоловіків також старших 18 років.
Середній дохід на одне домашнє господарство  становив 115 733 долари США (медіана — 96 573), а середній дохід на одну сім'ю — 126 776 доларів (медіана — 104 076). Медіана доходів становила 76 757 доларів для чоловіків та 48 965 доларів для жінок. За межею бідності перебувало 4,5 % осіб, у тому числі 3,7 % дітей у віці до 18 років та 4,2 % осіб у віці 65 років та старших.
Цивільне працевлаштоване населення становило 2962 особи. Основні галузі зайнятості: освіта, охорона здоров'я та соціальна допомога — 30,7 %, виробництво — 13,3 %, роздрібна торгівля — 8,9 %, мистецтво, розваги та відпочинок — 8,0 %.